# Wüsten (Bad Salzuflen)
Wüsten ist mit 18,62 Quadratkilometern der flächenmäßig größte Ortsteil der nordrhein-westfälischen Stadt Bad Salzuflen im Kreis Lippe in Deutschland.

## Geographie

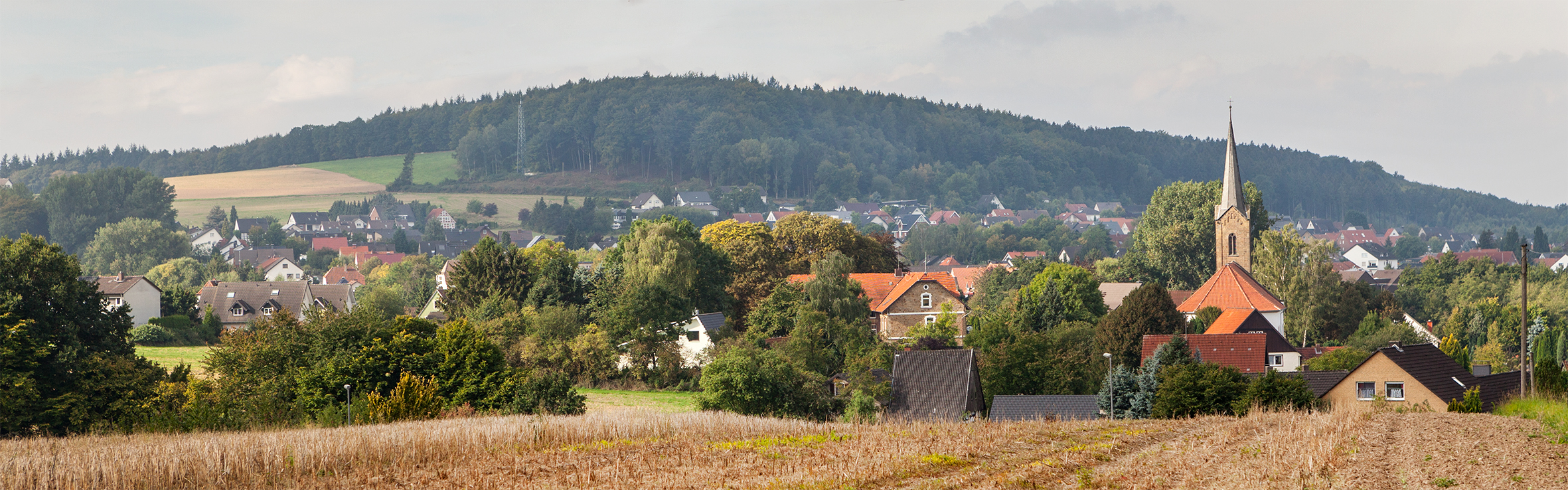
Wüsten, Ansicht von Osten

### Lage
Wüsten liegt nordöstlich, etwa vier Kilometer außerhalb des Salzufler Stadtzentrums. Es grenzt im Südwesten an Bad Salzuflen, im Süden an die beiden Ortsteile Ehrsen-Breden und Grastrup-Hölsen. Im Osten grenzen die Lemgoer Ortsteile Matorf-Kirchheide und Welstorf an Wüsten. Im Norden liegen die Vlothoer Stadtteile Steinbründorf, Wehrendorf und Exter an der Stadtgrenze, die hier gleichzeitig die Kreisgrenze bildet.

### Ortsgliederung
Die ehemalige Gemeinde Wüsten war zweigeteilt, Unterwüsten mit den Ortsteilen und Fluren
- Altedorf, bzw. Altes Dorf
- An der Salze: der Name Salze geht auf ihr Quellgebiet zurück, die Steinegge in der alten Bauerschaft Solterwisch („Solter“ = „Salz, salzig“ und „wisch“ = „Wiese“) in Exter
- Frettholz, der Name leitet sich vom alten Wort Fredde für „Gebüsch“ (insbesondere Buchenholz) ab; historische Namensbezeichnungen sind Fritholt und Fredde. Heute ist das Frettholz vollständig mit dem Siedlungsgebiet des benachbarten Stadtteils Waldemeine verschmolzen. An den früheren getrennten Ort erinnert nur noch die Straße „Im Frettholz“.
- Glimke, 1492 als „Glyntbeke“ erstmals erwähnt,[2] später „Glimbeke“: die Glimke entspringt am Glimberg, der aufgrund seines steinigen Bodens den Namen vom niederdeutschen Wort „Klint“ = „Fels“ bekam
- Hellerhausen, ehemals „Hed(d)erhusen“ und „Hedderhausen“: der wohl älteste bewohnte Wüstener Flecken
- Krutheide, ehemals „Krytgove“, „Kruth Hove“ und „Krut Hofte“: sie war eine mit Kräutern durchwachsene Heidelandschaft
- Langenberg, ehemals „Lamberge“
- Loose: der Name geht wohl auf die Silbe „loh“ zurück, sie bedeutet Holzung, Gebüsch, Dickicht
- Pehlen, ehemals „Pythelon“, „Pethelen“, „Pideln“ und „Pedeln“: das Wort leitet sich wohl aus „pith“ = „Sumpf“ und „loh“ = „Gehölz“ ab = ein sumpfiges Gebiet beim Tal der Glimke

Hier, an der lippischen Grenze nach dem ehemaligen Land der Sachsen, wurden schon vor mehr als 800 Jahren zwei Meierhöfe genannt: der ‚Tieß-Hof‘ und der ‚Pedeler Sundern-Hof‘; beide hatten an die Oberlehensherrin, die Äbtissin zu Herford, jährlich drei Fuder Brennholz, ein Schaf und 33 Scheffel Getreide(mehl) zu liefern. 1359 übergingen mehrere Güter – darunter auch die beiden genannten Höfe – im lippischen Norden in den Besitz des Friedrich von Callendorp, Ritter auf der Burg Varenholz, und später an die Herren von Wend in Varenholz. Zwischen 1536 und 1787 wechselten die Höfe im Zuge von Grenzziehungen immer wieder ihre Besitzer.
- Schwaghof: Der Schwaghof war ursprünglich ein Unterhof des nahe gelegenen Amtshofes Seligenwörden und wird erstmals im 12. Jahrhundert als Gut Svevedeshusun genannt, später Svavedessen (1361), dann Schwobedissen (1767).[4]
- Gut Steinbeck
- Sundern: diese Flurbezeichnung wird auf „aussondern“ zurückgeführt = aus der gemeinsam genutzten Mark wurden Flächen ausgesondert, die als Privatbesitz weitergeführt wurden
- Vierenberg: eine Deutung lautet, dass auf dem „Feuerberg“ die Sonnenwendfeuer brannten, die andere sagt, dass hier Feuer- und Rauchzeichen von der Grotenburg im Teutoburger Wald zum Wittekindsberg im Wiehengebirge weitergegeben wurden
- Waldemeine liegt im Westen des Ortsteils. Historische Namensbezeichnungen sind Woldemeyne (1541) und Wolemene aus dem Jahr 1867. Weitere alte Bezeichnungen sind Wollemeine, Waltgemeine, Woldemene, Weidtgemeine und Wohlgemeine.[5][6]

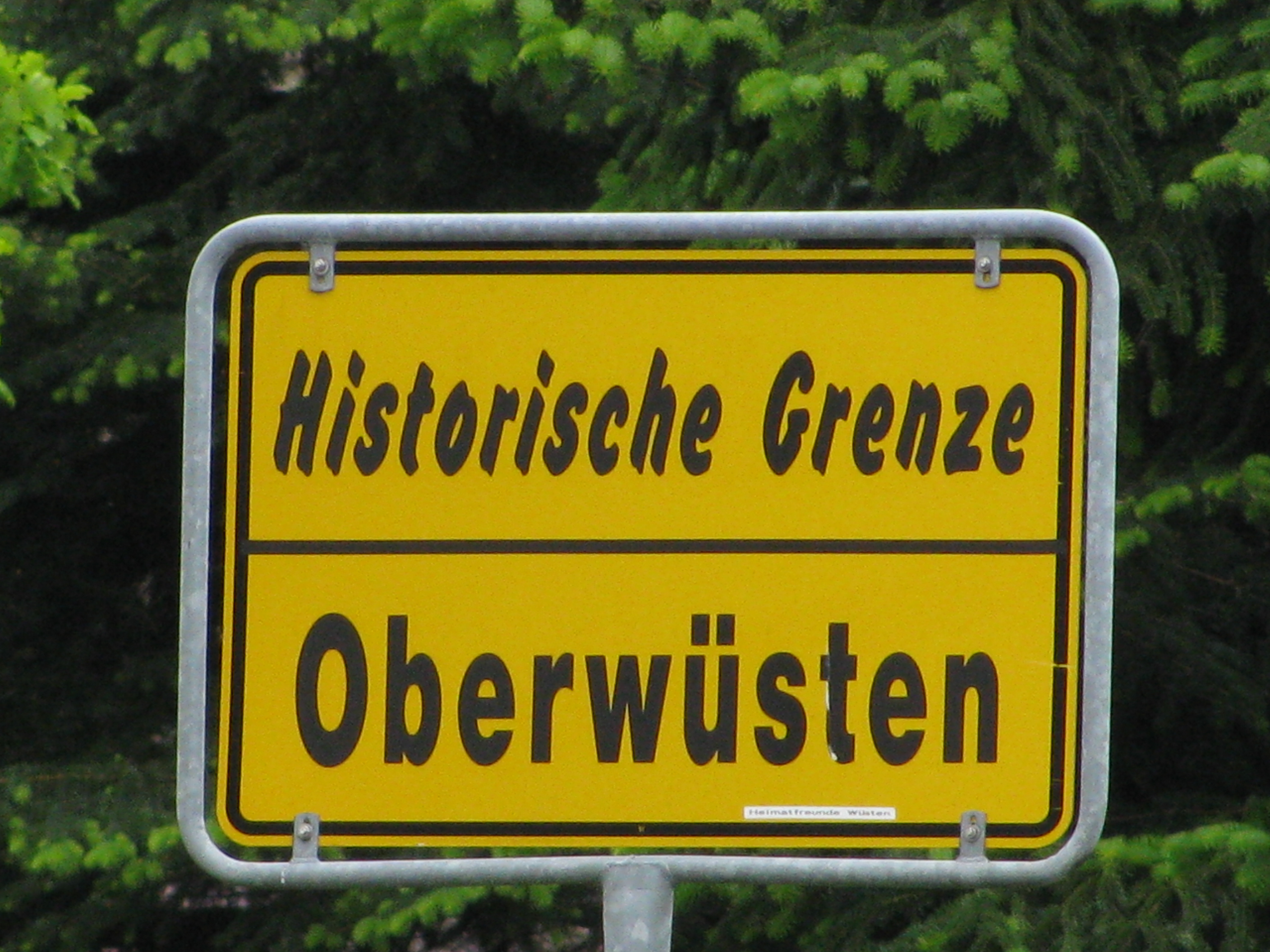
Hinweisschild „Historische Grenze“ an der Kirchheider Straße

sowie Oberwüsten mit den Ortsteilen und Fluren
- Bergkirchen
- Boberg: der Name leitet sich vom mundartlichen „boben“ = ‚oben‘ ab – es will bekunden, dass der Boberg höher als die benachbarten Berge ist
- Erdsiek: „Siek“ steht für ein ‚niedrig gelegenes, nasses Land‘
- Giershagen: aus „Gier“ = ‚Gerhard‘ und „Hagen – Hag“ = ‚Hecke‘ leitete sich dieser Name ab
- Hollenstein: der Name ist wahrscheinlich mythologischen Ursprungs
- Kätchenort
- Lehmkuhle
- Neuedorf, bzw. Neues Dorf
- Pillenbruch: der Name leitet sich aus dem zu Pehlen gehörenden Bruch (= Sumpflandschaft) ab; im Mittelalter als Hagenhufendorf entlang der Glimke wahrscheinlich durch die Herren von Varenholz gegründet, 1338 erstmals urkundlich erwähnt, als das westfälisch-waldecksche Uradelsgeschlecht zu Gogreven den „Hagen zu Pillincbroke“ samt Zubehör an Bernhard von Exterde verpfändete; bis 1969 zur Lemgoer Gemeinde Welstorf gehörend[7]
- Voßhagen wird im 13. Jahrhundert als Vosseshaghen erstmals erwähnt.[8] Aus „Voß“ = „Fuchs“ und „Hagen – Hag“ = ‚Hecke‘ entstand diese Flurbezeichnung
- Wiensiek: der Wiensiek ist nach dem Weidenbaum, der im feuchten Siek wächst, benannt
- Windberg, heute Boberg

### Gewässer

#### Fließgewässer
Durch Wüsten fließen (von Norden nach Süden) die Glimke oder Glimbach, bei Pehlen der Forellenbach, die Wüstener Bieke, der Wüstener Bach, ein Bach ohne Namen vom „Pecherhof“ zur Glimke, bei Voßhagen die Ilse, bei Istorf der Istorfer Bach sowie ein namenloser Bach bei Bergkirchen zum Sudbach. Im Westen bildet die Salze die Grenze zum Kreis Herford.

#### Stillgewässer
Zu den Stillgewässern in Wüsten zählen vier kleine Teiche in der Waldemeine (⊙), der Teich unterhalb des Stumpfen Turms (⊙), die Steinbecker Teiche (⊙), zwei Weiher südlich der Loosestraße (⊙), sieben Teiche im Salzetal westlich der Ringstraße (⊙), zwei Teiche beim Haus Salzeweg 1 (⊙), zwei Weiher beim „Hof Stucke“ (⊙), ein Weiher nördlich der Hellerhauser Straße (⊙), ein Weiher nördlich Glimke 2 (⊙), zwei Teiche in Pillenbruch (⊙/⊙) sowie ein Weiher südlich von Boberg (⊙).

### Schutzgebiete
Im Gebiet des Ortsteils Wüsten sind zwei Naturschutzgebiete (NSG), elf Landschaftsschutzgebiete (LSG) und neun Naturdenkmale ausgewiesen.

#### Naturschutzgebiete
- Glimketal: Das 71,9 Hektar große NSG umfasst den Talbereich der Glimke mit überwiegend naturnahem Bachlauf.
- Salzetal: Das 61,4 Hektar große NSG umfasst einen naturnahen Teil der Salzeaue mit zusammenhängenden feuchten Grünlandflächen, Seggenrieden, Röhrichten, halophilen Gesellschaften und naturnahen Eichen-Buchen- und Erlen-Eschenwäldern; ein Teilbereich des Gebiets ist als FFH-Gebiet „Salzquellen bei der Loose“ (DE-3818-301) ausgewiesen.

#### Landschaftsschutzgebiete
- Bachtal an der Kirchheider Straße: Das 19,4 Hektar große LSG umfasst das etwa 1,2 Kilometer lange Tal der Bieke einschließlich umfangreicher Wiesen und Weidenbereiche auf den umgebenden Hängen zwischen Giershagen und dem Ortsrand von Wüsten.
- Glimkeentstehungsbereich: Das nur zwei Hektar große LSG umfasst den Bereich zwischen dem NSG „Glimke“ im Westen und der Stadtgrenze von Bad Salzuflen im Osten.
- Grünlandkomplex östlich Hollenstein
- Östliches Seitental des Glimkebaches: Das 7,1 Hektar große LSG umfasst den Talbereich eines Quellzuflusses des Glimkebaches einschließlich des angrenzenden grünlandgenutzten Hangbereiches.
- Seitenbach der Glimke am Pecherhof: Das 8,4 Hektar große LSG umfasst einen rund 1,3 Kilometer langen Quellzufluss des Glimkebaches im Bereich des Pecherhofes; er wird im Süden durch einen dichten, bachbegleitenden Gehölzmantel geprägt und weist in seinem nördlichen Bereich vor allem Grünlandanteile sowie Acker- und Brachflächen auf.
- Siek bei Krutheide: Das nur 1,8 Hektar große LSG umfasst ein rund 350 Meter langes Seitensiek des Salzetals mit Grünlandnutzung und Altholzbestand.
- Siek bei Wüsten-Kätchenort: Das rund 4,3 Hektar große LSG umfasst einen Talbereich am nordöstlichen Ortsrand Wüstens, der einen wertvollen Lebensraum für Wiesenvögel und Amphibien bietet.
- Siek östlich Langenberg: Das 2,7 Hektar große LSG umfasst einen etwa 600 Meter langen und rund 30 Meter breiten Kerbtalbereich östlich der Siedlung „Langenberg“ mit Grünland, Obstwiesen und Gehölzbereichen.
- Seitenbach der Glimke am Boberg: Das 10 Hektar große LSG umfasst ein Seitental des Glimkebaches mit zahlreichen Fischteichen, Gehölz- und Weideflächen sowie am Nordhang des Bobergs gelegene Grünlandbereiche.
- Voßhagener Bach: Das 13,7 Hektar große LSG umfasst ein fast zwei Kilometer langes und etwa 50 Meter breites Bachtal entlang der Kirchheider Straße sowie einen angrenzenden ehemaligen Steinbruchbereich.
- Wüstener Bach: Das etwa 29,4 Hektar große LSG umfasst den gesamten Lauf des Wüstener Baches von der Quelle beim Neuen Dorf bis zum Salzetal.

#### Naturdenkmale
- 2 Steinbrüche südlich der Kirchheider Straße (L 958)
- Buche an der Südseite des Kuhlenweges vor Baumgruppe
- Eschenallee an der Zufahrt von der L 772 zum Wasserwerk
- Linde vor dem Westgiebel im Garten Pehlenstraße 2c
- Mergelkuhle bei Giershagen
- Pyramideneiche am Weg vom Falkenhof zum Gut Steinbeck
- Waldflächen im NSG „Glimketal“
- Waldflächen im NSG „Salzetal“

## Geschichte

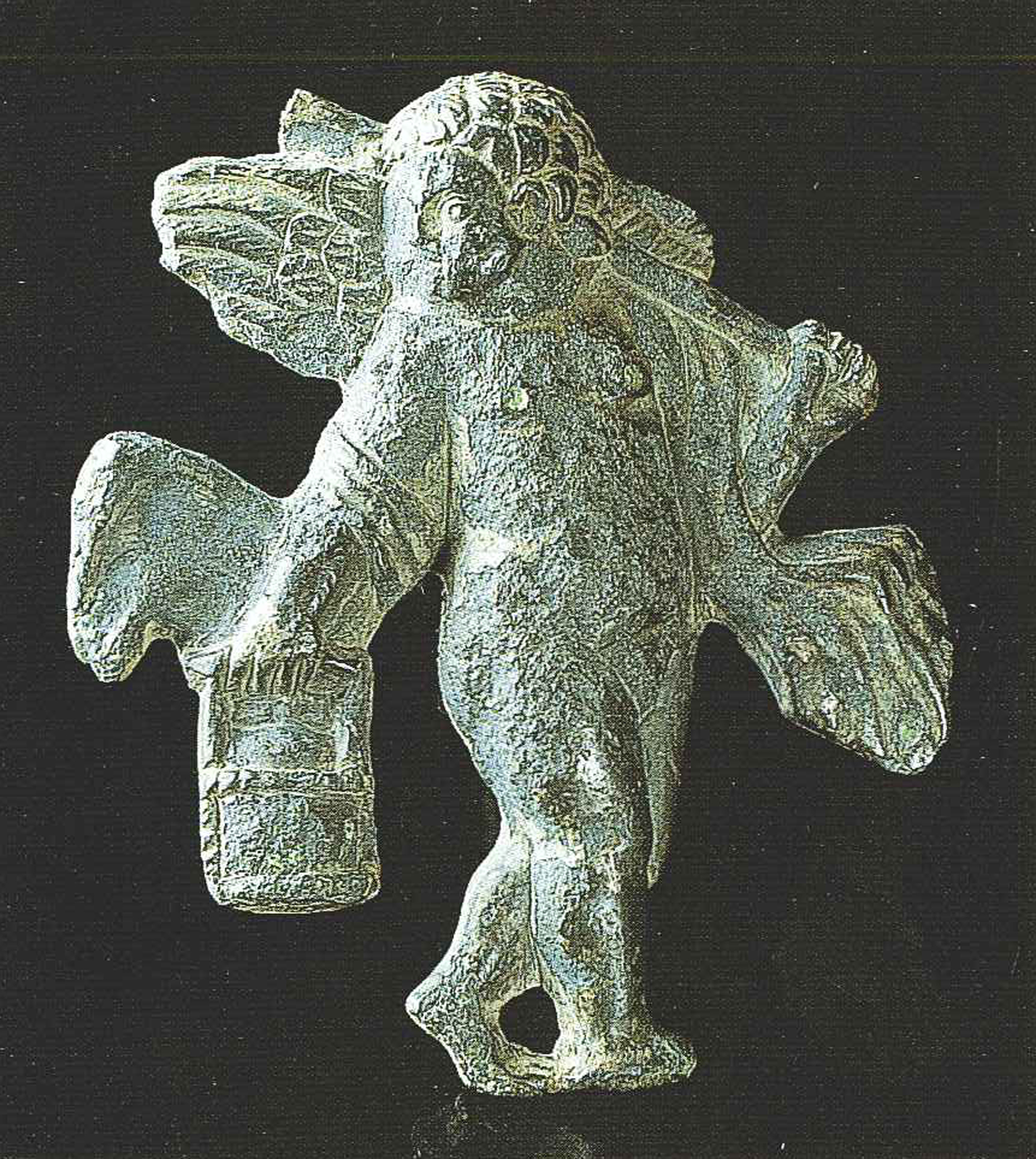
Amor von Hellerhausen

Erste Siedlungsspuren in Wüsten sind aus der Jungsteinzeit nachgewiesen: Bei Grabungen in den 1930er Jahren – unter anderem durch Leo Nebelsiek – und 1992 wurden im Bereich der Krutheide Keramiken und bearbeitete Flinte, sowie nordöstlich von Wüsten ein 17 Zentimeter langer durchlochter Dechsel aus Paragneis entdeckt. Aus der Römischen Kaiserzeit sind auf dem Hühnerbrink (vom mittelhochdeutschen hiunen = Hüne(n), hier der Hinweis auf ein Hünengrab) sowie bei der Krutheide und des heutigen Verkehrskreisels zwei Augenfibeln, eine Bronzeapplik – der Amor von Hellerhausen, zwei Spielsteine und Münzen (ein Denar des Gaius Iulius Caesar, geprägt 49/48 v. Chr., und ein Sesterz des Nero, geprägt 63/68 n. Chr. in der Münzstätte Rom) gefunden worden.
Am 13. Juni 1011 wird der Meierhof Hedereshusen (Hellerhausen) in einer Schenkung der Äbtissin Godesdiu erstmals genannt – die früheste Erwähnung des heutigen Wüstener Gebiets. Vor 1447 gehörte die Gegend zum Schloss Varenholz – das Wüsten in seiner heutigen Form gab es bis zum Jahr 1600 nicht – dann erfolgte die Zugehörigkeit zur Vogtei Schötmar. Wüsten wird namentlich erstmals 1493 als Woisten schriftlich erwähnt. Vereinzelte Höfe lagen an den Talrändern der Woiste. Lediglich die Salzsieder Bad Salzuflens nutzten die Woiste zum Holzschlag für ihre Betriebe: Graf Bernhard zur Lippe gestattete 1560 dem Salzufler Rat für jährlich 20 Taler den Holzabbau in Wüsten. Die Freiwillige Feuerwehr gründete sich 1882 im Ort.
1890 kam die erste Postagentur mit Telegrafenstelle und Fernsprecher in das Dorf. 1926 verfügten neun Wüstener Bürger über ein Postscheckkonto, 47 Teilnehmer besaßen einen Fernsprechanschluss.

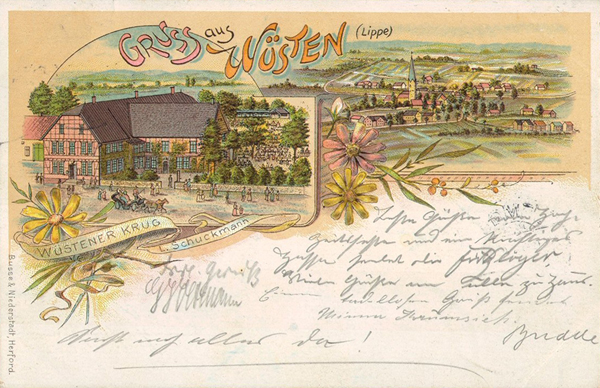
Wüsten um 1900
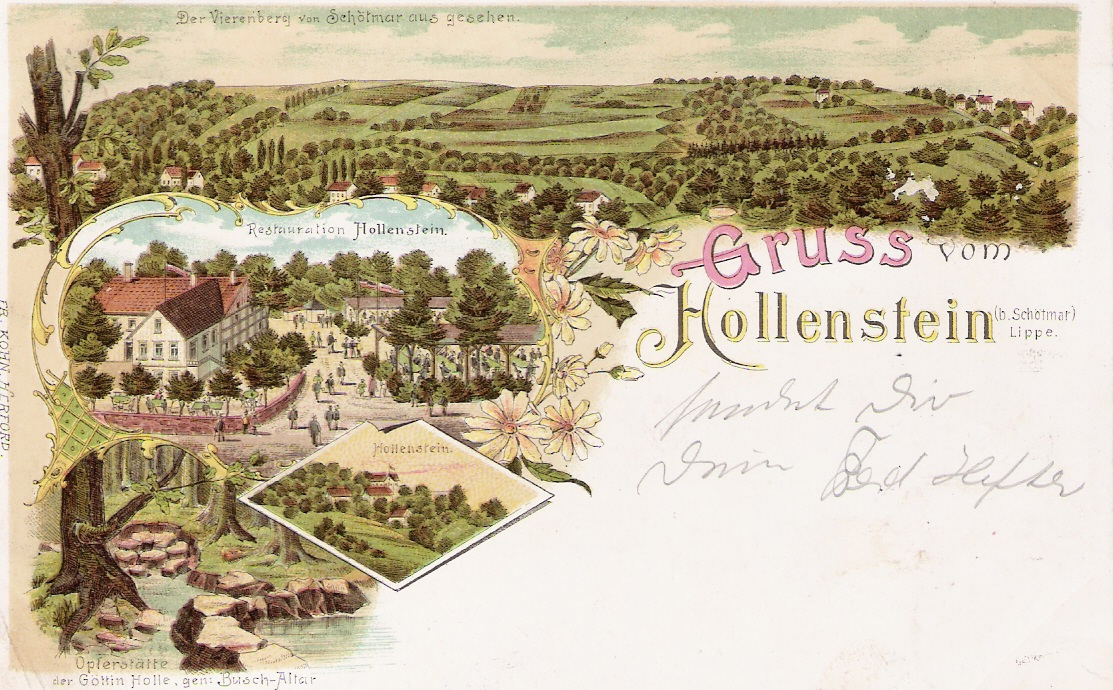
Hollenstein Ende des 19. Jh.
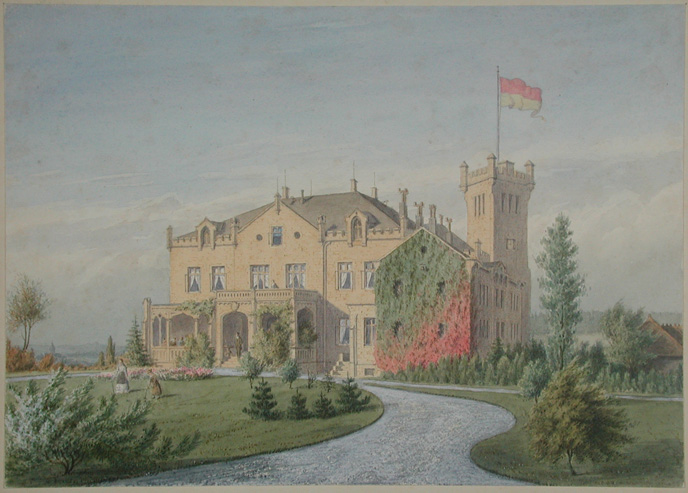
Gut Steinbeck 1875
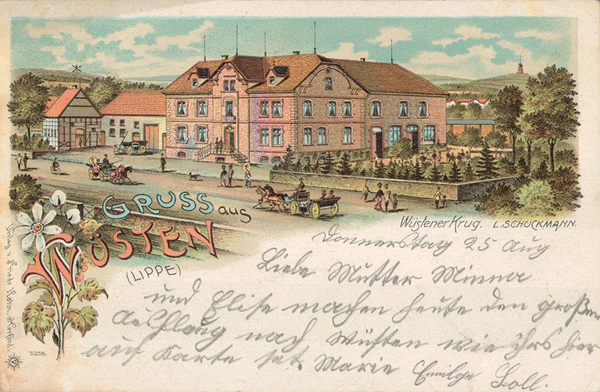
Der Wüstener Krug nach Neuaufbau, vor 1905

Am 1. April 1939 wurden die beiden Gemeinden Ober- und Unterwüsten zu einer Gemeinde zusammengeschlossen und der bis dahin zu Wüsten gehörige Schwaghof dabei in den Stadtbezirk Bad Salzuflens eingegliedert.
Während des Zweiten Weltkriegs, in der Nacht vom 24. auf den 25. März 1944, war ein englischer Bomberverband auf dem Weg nach Berlin. Eine Lancaster Mk III s unter dem Kommando der Royal Australian Air Force wurde über Bielefeld von einer Flugabwehrkanone getroffen und stürzte kurz darauf nahe Hollenhagen am Vierenberg ab. Sechs der sieben australischen Besatzungsmitglieder kamen bei dem Absturz ums Leben. Vier von ihnen wurden noch am selben Tag auf dem Wüstener, zwei auf dem Schötmarschen Friedhof beerdigt; ein Besatzungsmitglied rettete sich mit dem Fallschirm und wurde den deutschen Behörden übergeben.
Die Gemeinde Wüsten wurde am 1. Januar 1969 in die Stadt Bad Salzuflen eingegliedert.

### Einwohnerentwicklung

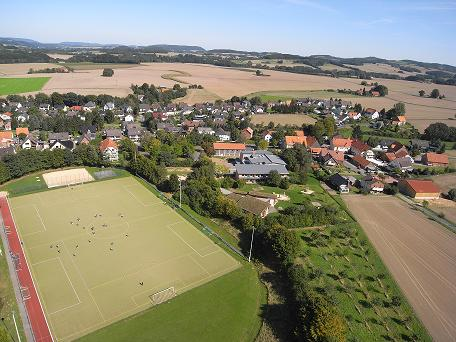
Wüsten Luftbild

1535 hatten Ober- und Unterwüsten mit zusammen fünf kleineren Stätten und 26 Höfen mittlerer Größe die bevölkerungsreichste Bauernschaft in der Vogtei Schötmar. Sie zahlten dem lippischen Landesherrn, Simon V., dafür 33 Goldgulden Landschatz.
Nach Ende des Dreißigjährigen Kriegs (1648) stiegen auch in Wüsten die Geburtenzahlen wieder langsam an. In den Kirchenbüchern werden unter anderem folgende Zahlen angegeben:
| Jahr               | 1672 | 1673 | 1674 | 1770                 | 1772 | 1773 | 1774 | 1809  |
| ------------------ | ---- | ---- | ---- | -------------------- | ---- | ---- | ---- | ----- |
| Trauungen          | 8    | 9    | 6    | 22                   | 12   | 18   | 16   | 18    |
| Geburten           | 38   | 32   | 20   | 26 35 · 2 uneheliche | 49   | 35   | 70   | 49 43 |
| Sterbefälle        | 17   | 21   | 11   | 13 13                | 33   | 60   | 60   | 52    |
| Geburtenüberschuss | 21   | 11   | 9    | 37                   | 16   | -25  | 10   | 40    |

Ab Mitte des 19. Jahrhunderts erfasste auch die Wüstener Bewohner die große Auswanderungswelle: In den Jahren 1847/1848 und 1852 bis 1856 wanderten allein siebzig der 985 Bewohner Oberwüstens nach Amerika aus. Nicht nur Einzelpersonen, ganze Großfamilien verkauften ihr gesamtes Hab und Gut und begaben sich in eine ungewisse Zukunft.
Im Jahre 1895 waren in Wüsten 1924 Einwohner (69 zum Rittergut Steinbeck zählend) erfasst, nach dem Ersten Weltkrieg – 99 Männer starben im Feld oder der Gefangenschaft, gelten als vermisst oder erlagen ihren Kriegsleiden – im Jahr 1925 hatte sich die Zahl auf 1813 reduziert (873 männliche und 940 weibliche Einwohner).
Nach dem Zweiten Weltkrieg beklagten die Hinterbliebenen 183 Tote, die den Folgen des Nationalsozialismus zum Opfer gefallen waren. Ihnen, vier Gefallenen des Deutsch-Französischen Kriegs 1870/71 und den 97 Gefallenen des Ersten Weltkriegs ist in der Wüstener Ortsmitte das am 29. Oktober 1922 eingeweihte Kriegerdenkmal gewidmet.
Am 1. Januar 1969 zählte man 3009 Einwohner = 186 Einwohner je Quadratkilometer (zum Vergleich Bad Salzuflen gesamt: 479 Einwohner/km²).
Laut Angaben des Kommunalen Rechenzentrums Minden-Ravensberg/Lippe lebten am 31. Dezember 2020 3750 Einwohner in Wüsten.
Im Einzelnen gliedert sich die Einwohnerzahl nach folgender Tabelle:
| Jahr        | 1807 | 1835 | 1841 | 1848 | 1861 | 1867 | 1880 | 1885 | 1893      | 1895 | 1905 | 1910 | 1925 | 1926      | 1939 | 1961 | 1968 | 2016 | 2020 |
| ----------- | ---- | ---- | ---- | ---- | ---- | ---- | ---- | ---- | --------- | ---- | ---- | ---- | ---- | --------- | ---- | ---- | ---- | ---- | ---- |
| Oberwüsten  | 778  | 1016 | 1039 | 998  | 970  | 958  | 853  | 897  | 430 · 450 | 880  | 906  | 897  | 809  | 435 · 374 |      |      |      |      |      |
| Unterwüsten | 919  | 1146 | 1146 | 1134 | 1078 | 1087 | 1027 | 1038 | 527 · 506 | 1044 | 975  | 973  | 1004 | 505 · 499 |      |      |      |      |      |
| gesamt      | 1697 | 2162 | 2185 | 2132 | 2048 | 2045 | 1880 | 1935 | 1913      | 1924 | 1881 | 1870 | 1813 | 1813      | 1968 | 2794 | 3181 | 3741 | 3750 |

### Name
Der Ortsname steht für einen unbewohnten Wald, der sich in wüstem Zustand befindet, plattdeutsch „Woiste“.
Folgende Schreibweisen sind historisch belegt: Woisten (1493; 1590; 1618 im Landschatzregister), Woeste (1502), Wosten (1508; 1617 im Salbuch), Wösten (1552) und Wüsten (1620 im Salbuch).

## Religion
Die Evangelische Kirche Wüsten gehört zur reformierten Klasse West der Lippischen Landeskirche. Lutherische Kirchen gibt es in den umliegenden Orten Bad Salzuflen, Bergkirchen, Exter und Schötmar. Auf katholischer Seite ist die Pfarrei Liebfrauen (Bad Salzuflen) im Dekanat Bielefeld-Lippe des Erzbistums Paderborn zuständig.

## Politik

### Ortsausschuss
Ortsausschussvorsitzender ist das Stadtratsmitglied Sebastian Hokamp (CDU), seine Stellvertreterin ist Stadtratsmitglied Regina Suett (SPD).

## Kultur und Sehenswürdigkeiten

### Kulturring
Der am 26. April 1971 gegründete Kulturring Wüsten ist ein Zusammenschluss der Vereine und Institutionen Wüstens. Zu ihm gehören neben der Kirchengemeinde, der Freiwilligen Feuerwehr, dem Kaninchenzuchtverein, dem Landwirtschaftlichen Verein, dem Sozialverband Wüsten, den Sportvereinen und dem CVJM auch die folgenden, näher beschriebenen Vereine.

#### Heimatfreunde Wüsten

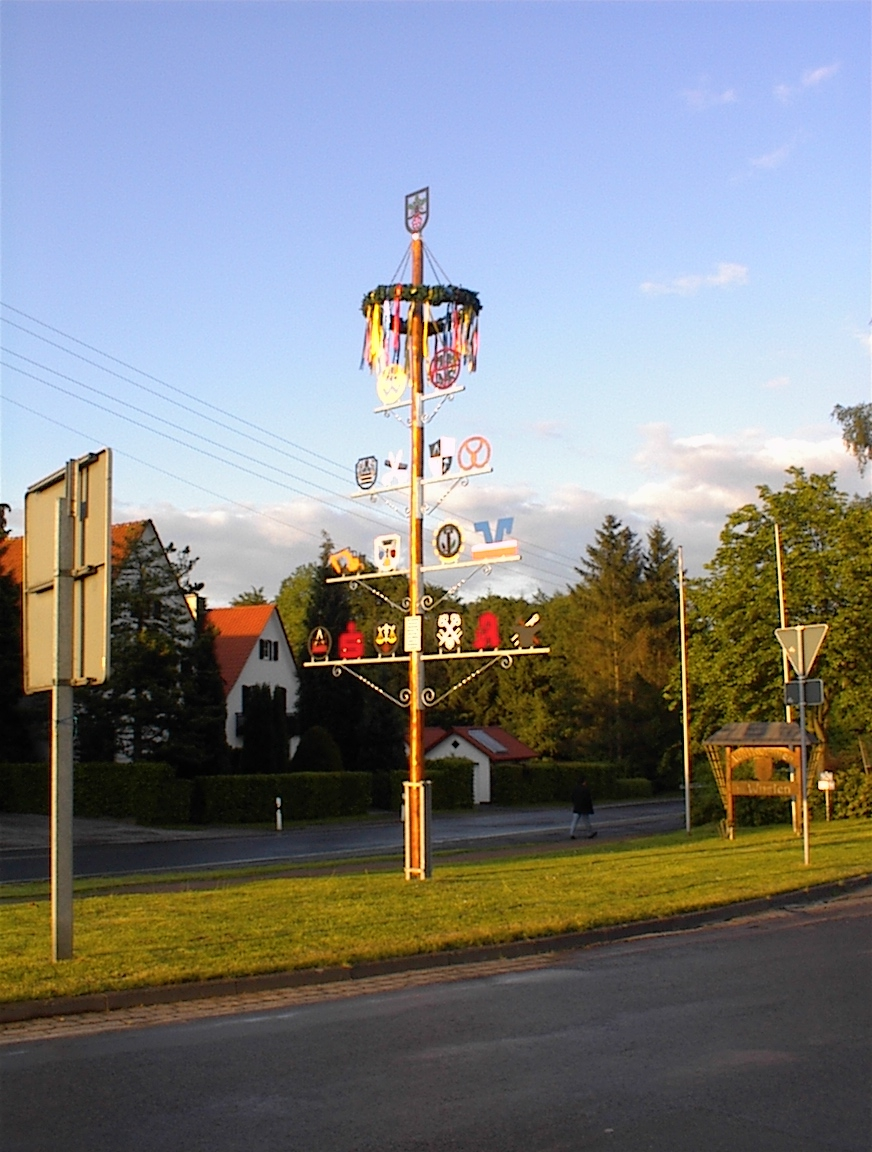
Zunftbaum an der Wüstener Kreuzung

Die Heimatfreunde Wüsten wurden im Jahr 2001 auf Initiative von Albert Siegert gegründet. Ziele des Vereins sind unter anderem
- die Erforschung, Darstellung und Auseinandersetzung mit der Geschichte Wüstens wie zum Beispiel die Restaurierung des Grenzsteins in Pehlen
- die Pflege und Sammlung des Brauchtums, zum Beispiel die Errichtung eines Zunftbaums
- die Sammlung und Förderung heimatkundlichen Schrifttums
- Ortsgestaltung, Landschaftspflege und Naturschutz, so zum Beispiel die Kennzeichnung der Wüstener Wasserläufe durch beschriftete große Findlinge an ihren Quellgebieten
- die Betreuung der Denkmäler in Wüsten wie die Erhaltung des Bismarckturms
- die Einrichtung/Pflege von Wanderwegen und die Durchführung von heimatkundlichen Wanderungen oder Fahrten

#### Männergesangverein
Der Männergesangverein (MGV) wurde 1881 gegründet. Seine Mitglieder pflegten vornehmlich das deutsche Liedgut, hatten jedoch auch Lieder aus dem internationalen Bereich in ihrem Repertoire. Der MGV gehörte, zusammen mit neun weiteren Salzufler Chören, der Sängergruppe Vierenberg an. Diese ist eine von siebzehn Sängergruppen im Lippischen Sängerbund. – „Wegen Überalterung und geringer Anzahl aktiver Sänger“ wurde der MGV zum 31. Dezember 2021 aufgelöst.

#### Plattdeutsche Freunde
„Eun bittken Platt“: Von April 1981 bis zum Jahr 2001 gab es in Wüsten die Plattdeutschen Freunde. Ihr Ziel war es, die plattdeutsche Sprache in Wüsten lebendig zu erhalten. In der Heimatstunde des Volksfestes im Sommer 1981 stellte sich die Gruppe erstmals einer breiteren Öffentlichkeit vor. Aus dem Verein bildeten sich schon Anfang der 1980er Jahre eine Hobby-Band und eine Laienspielgruppe, aber aufgrund sinkender Mitgliedszahlen und mangelnder Bereitschaft, die Vorstandsarbeit zu übernehmen, löste sich der Verein 2001 auf.

### Bauwerke

#### Baudenkmale in Wüsten
Die Liste enthält die denkmalgeschützten Bauwerke auf dem Gebiet Wüstens (Stand: September 2011). Diese Baudenkmale sind in Teil A der Denkmalliste der Stadt Bad Salzuflen eingetragen; Grundlage für die Aufnahme ist das Denkmalschutzgesetz Nordrhein-Westfalens (DSchG NRW).
| Bild                                 | Bezeichnung                          | Lage                              | Beschreibung                                          | Bauzeit     | Eingetragen seit   | Denkmal- nummer |
| ------------------------------------ | ------------------------------------ | --------------------------------- | ----------------------------------------------------- | ----------- | ------------------ | --------------- |
| Kirche                               | Kirche                               | Vlothoer Straße Karte             | → Hauptartikel : Evangelische Kirche Wüsten           | ab 1620     | 30. Januar 1987    | 19              |
| Friedhof                             | Friedhof                             | Vlothoer Straße Karte             | → Hauptartikel : Friedhof Wüsten                      | 1625/26     | 21. September 1994 | 19a             |
| Haus                                 | Haus                                 | Kirchheider Straße 46             | → Hauptartikel : Kirchheider Straße 46                |             | 18. Mai 1988       | 57              |
| Herrenhaus                           | Herrenhaus                           | Steinbeck 1 Karte                 | → Hauptartikel : Gut Steinbeck                        | 1869        | 29. Dezember 1988  | 73              |
| Landesgrenzsteine                    | Landesgrenzsteine                    | Pehlen Karte                      | → Hauptartikel : Landesgrenzsteine                    |             | 4. September 1989  | 113             |
| Stumpfer Turm                        | Stumpfer Turm                        | Waldemeine Karte                  | → Hauptartikel : Stumpfer Turm (Bad Salzuflen)        | ~ 1447      | 29. Oktober 1990   | 137             |
| Haus                                 | Haus                                 | Kirchheider Straße 24 Karte       | → Hauptartikel : Kirchheider Straße 24                | 1657        | 26. Mai 1992       | 156             |
| Wasserbehälter                       | Wasserbehälter                       | Salzufler Straße Karte            | → Hauptartikel : Wasserbehälter (Wüsten)              | 1902        | 24. August 1994    | 168             |
| Haus                                 | Haus                                 | Vlothoer Straße 15 Karte          | → Hauptartikel : Vlothoer Straße 15                   | 1746        | 19. Juni 1997      | 174             |
|                                      | Meierjohann’sche Quellen             | Auf der Heide 54                  | → Hauptartikel : Meierjohann’sche Quellen             | 1902        | 29. Juli 1998      | 176             |
| Bismarckturm                         | Bismarckturm                         | Karte                             | → Hauptartikel : Bismarckturm (Bad Salzuflen)         | 1900        | 2. Februar 1993    | 181             |
| BW                                   | Haus                                 | Glimke 2 b Karte                  | → Hauptartikel : Glimke 2b                            | 1826        | 29. Mai 1996       | 182             |
| BW                                   | Haus                                 | Glimke 2 Karte                    | → Hauptartikel : Glimke 2                             | 1788        | 20. Februar 1997   | 183             |
| Thiesmeiersche und Meiersche Quellen | Thiesmeiersche und Meiersche Quellen | Auf der Heide 79 Karte            | → Hauptartikel : Thiesmeiersche und Meiersche Quellen | um 1909     | 29. Juli 1998      | 184             |
| Windmühlenstumpf                     | Windmühlenstumpf                     | Waldemeine Auf der Heide 79       | → Hauptartikel : Windmühlenstumpf (Wüsten)            | 1866        | 29. Juli 1998      | 185             |
| Haus                                 | Haus                                 | Bieberstraße 1 a Karte            | → Hauptartikel : Bieberstraße 1a                      | 1663        | 16. April 2002     | 188             |
| Hofanlage                            | Hofanlage                            | Pehlen 3/3d Karte                 | → Hauptartikel : Hofanlage Albertsmeier               | 1686 … 1879 | 15. September 1993 | 190             |
| Haus                                 | Haus                                 | Waldemeine Auf der Heide 75 Karte | → Hauptartikel : Auf der Heide 75                     |             | 19. Dezember 1996  | 192             |
|                                      | gelöscht                             | Ringstraße 21                     | → Hauptartikel : Ringstraße 21 (Bad Salzuflen)        |             | 30. September 1991 | 202             |
|                                      | Haus                                 | Kirchheider Straße 59             | → Hauptartikel : Kirchheider Straße 59                | 1704        | 10. Dezember 1991  | 226             |

### Sonstige

#### Der Grabhügel von Hellerhausen

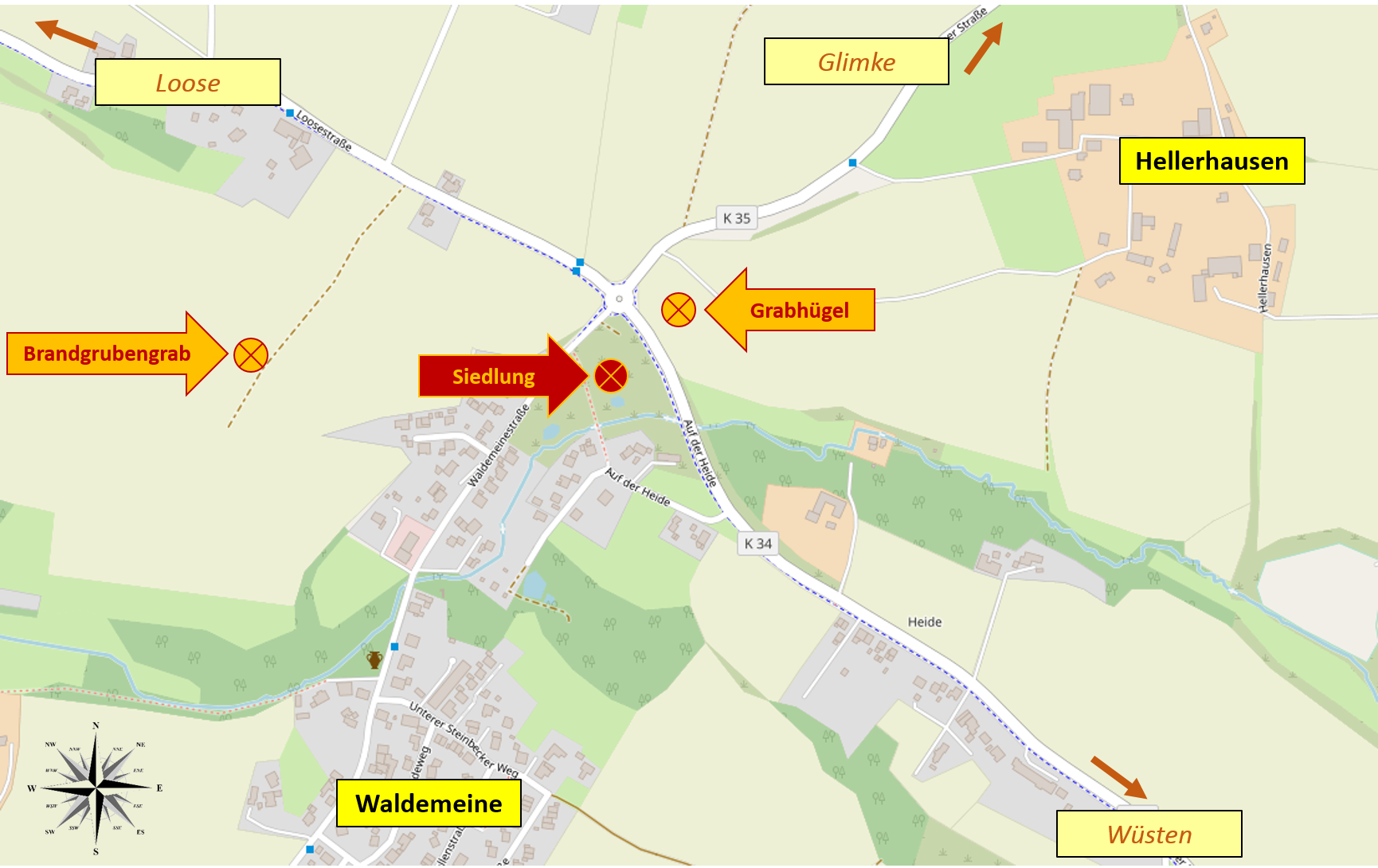
Lage der Grabungen

Westlich des Ortsteils Hellerhausen wurden im Flurstück Das Lange Holz in den Jahren 1920 bis 1922 die Wälder gerodet und bei der Erdanfüllung mehrere Urnen gefunden, aber erst im Jahre 1935 erfolgte an dieser Stelle eine wissenschaftliche Grabung unter Leitung von Leo Nebelsiek: In einer Tiefe von etwa 25 Zentimeter kam hier ein 8,5 Meter im Durchmesser großer, aus vielen Graniten gebildeter Steinring zum Vorschein. Es folgte ein zweiter, sichelförmiger Steinring. Alle Steine haben einen Durchmesser von bis zu 45 Zentimetern und sind sehr sorgfältig verlegt. Etwa 40 Zentimeter tiefer fanden sich unter anderem Stellen vermoderten Holzes, kleine Mulden, Holzkohlestückchen und an der vermuteten Stelle der eigentlichen Bestattung eine fünf Zentimeter lange Feuersteinklinge.
Während der Grabung wurden mehrere Gefäßscherben gefunden, die sich mit einer in 100 Meter Entfernung liegenden cheruskerzeitlichen Siedlung und eines am Mühlenweg entdeckten Brandgrubengrabs des ersten Jahrhunderts n. Chr. in Beziehung bringen ließen.

#### Der Opferstein

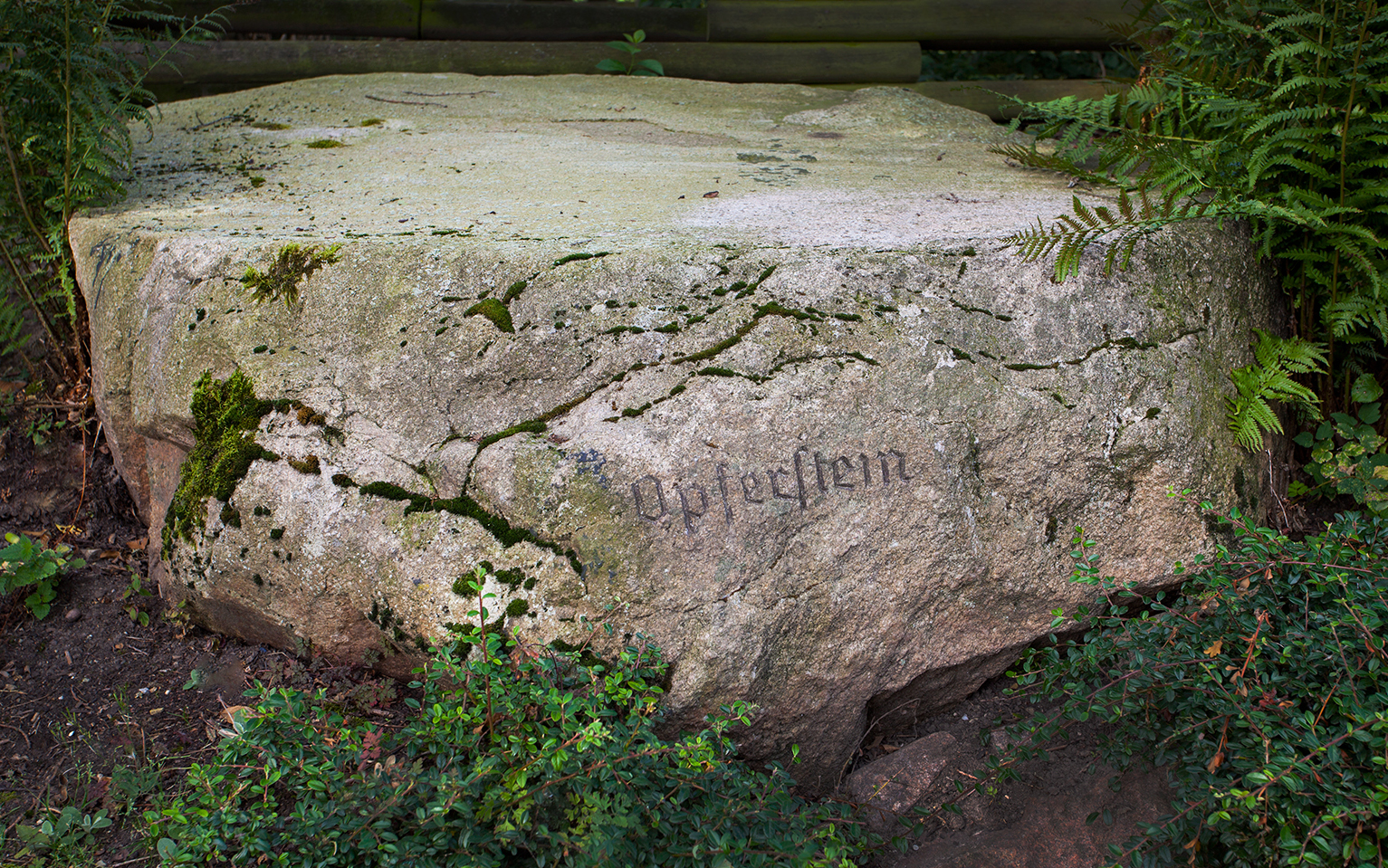
"Opferstein" in Wüsten

Etwas oberhalb des Neuen Dorfes und unterhalb des Bismarckturms war der alte Liegeplatz des um 1885 bei Rodungsarbeiten gefundenen und im Volksmund so genannten Opfersteins - ein Granitfindling von etwa 1,8 Meter Durchmesser. Seine fast kreisförmige und glatt geschliffene Oberfläche gab in den vergangenen Jahrzehnten Anlass zu Spekulationen und wissenschaftlichen Untersuchungen, deren abschließendes Ergebnis aber noch immer nicht vorliegt. So hat Professor Krückmann aus Münster den Stein mit einer Deckplatte eines Steingrabes aus der Jungsteinzeit verglichen, hält es aber für nicht wahrscheinlich, dass hier Tier- oder Menschenopfer dargebracht worden seien.

#### Bodendenkmäler

##### Alte Straßenwarte
Im Ortsteil Waldemeine befindet sich direkt westlich der alten Straße nach Vlotho (heute Waldemeinestraße) ein etwa zwei Meter hoher Hügel mit einem Durchmesser von rund zehn Metern, an den sich halbkreisförmig ein etwa 20 Meter langer Wall anschließt. Nordwestlich grenzen die Wallenden an einen kleinen Bach, der in die Salze mündet. Die heute als Bodendenkmal geschützte Anlage wurde 1982 von Friedrich Hohenschwert bei einer Probegrabung untersucht. Er erkannte eine künstliche Lehmaufschüttung und Standspuren von Pfosten. Funde zur genauen Altersbestimmung der Anlage wurden nicht gemacht. Vermutlich diente die kleine Wallanlage als Straßenwarte. Bis zum Jahr 1400 verlief an dieser Stelle die alte Grenze zwischen der Stadt Salzuflen und dem Varenholzer Gebiet, welches sich im Besitz der Edelherren zu Lippe befand.

##### Grabstätte Sundern
In Sundern, im „Schalcks Busch“, nördlich der Gustav-Schalk-Straße, sind die Reste einer Grabstätte aus der Bronze- bzw. Früheisenzeit vorhanden. Auf dem Grab wurde ein Findling mit der Aufschrift „Hünengrab“ platziert.

### Sport
Die Wüstener Sportvereine bieten den Bürgern ein reichhaltiges Angebot unterschiedlichster Aktivitäten:
- MC-Wüsten im DMV (Kart, Motorrad-Moto-Cross, Oldtimer)
- Motor-Sport-Club Wüsten im ADAC (Moto-Cross, Enduro und Trial)
- SV Wüsten (Fußball, Turnen): Am 12. September 1951 als BSV Wüsten in der späteren Vereinswirtschaft Hetland gegründet; die erste Hauptversammlung erfolgte am 17. September.[49]

## Wirtschaft und Infrastruktur

### Post

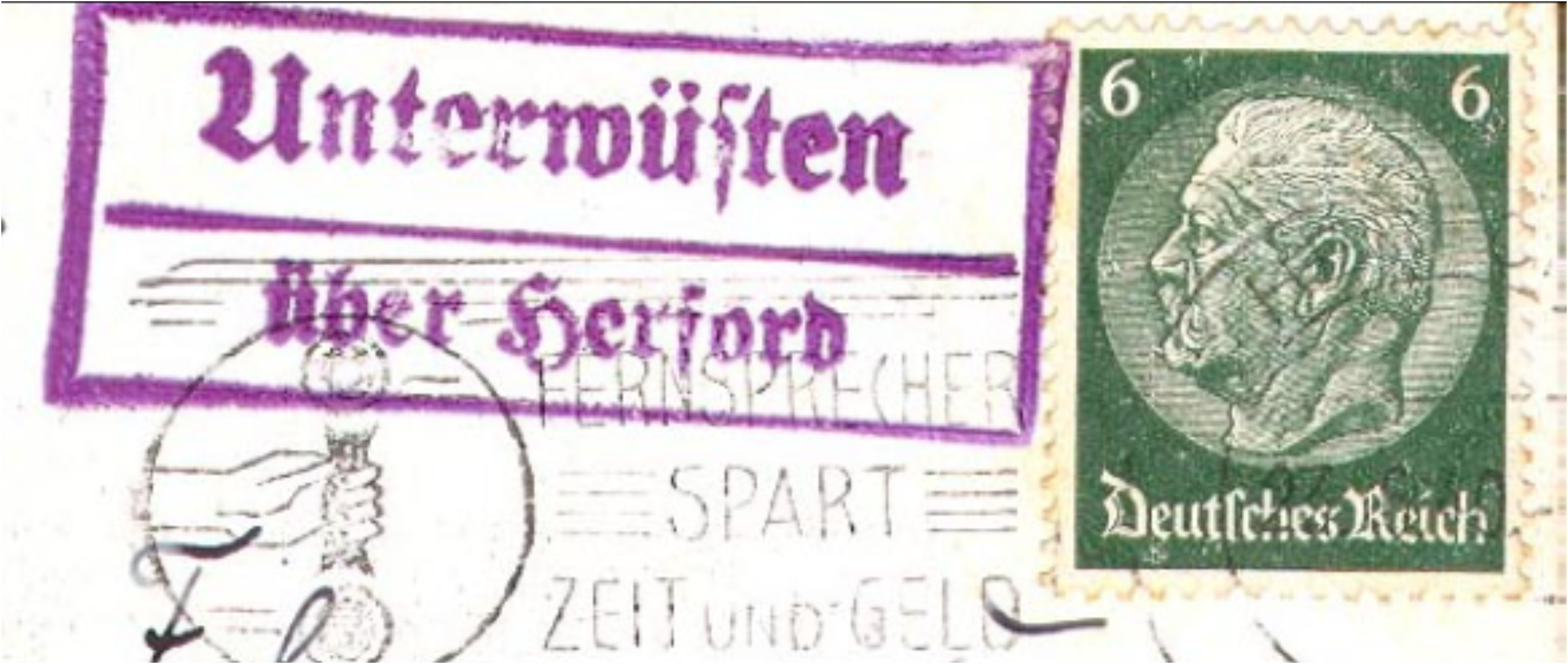
Posthilfstelle-Stempel „Unterwüsten über Herford“

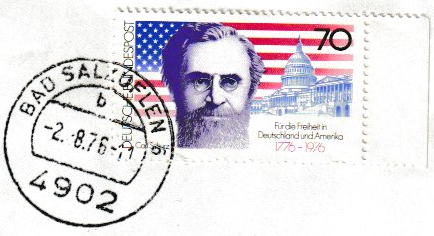
Stempel „4902 Bad Salzuflen 6“

Mitte des 19. Jahrhunderts erfolgte die postalische Versorgung Ober- und Unterwüstens von Salzuflen aus. Ein Postbote wanderte täglich hinauf zur Wüstener Schule, schüttete den Postsack aus, leerte den Briefkasten und trug die abgehende Post zurück zur Stadt. Die älteren Schulkinder trugen Karten, Briefe und Pakete nach dem Unterricht zu den Empfängern in ihrer Nachbarschaft.
1890 kam die erste Postagentur mit Telegrafenstelle und Fernsprecher in das Dorf. Ein Privat-Personenfuhrwerk beförderte die Post zwischen Salzuflen und Wüsten, ab dem 1. Oktober 1897 zweimal am Tag: um 6.30/17.30 Uhr ab Wüsten und um 7.15/18.15 Uhr ab Salzuflen.
Nach der Jahrhundertwende übernahm der Färber Lamberg mit zwei Postgehilfen die Zustellung der täglichen Post. Während des Ersten Weltkriegs erfolgte der Postbetrieb durch Heinrich Schlingmeier; sein Hauptgehilfe Heinrich Müller übernahm nach Kriegsende die Postagentur in sein Oberwüstener Haus.
1926 besaßen 47 Teilnehmer einen Fernsprecheranschluss, neun Wüstener verfügten über ein Scheckkonto beim Postscheckamt Hannover.
Später wurde die Wüstener Post dem Postamt Herford unterstellt. In den 1960er und Anfang der 1970er Jahre wurde die Postagentur im Haus Kirchheider Straße 35 von Heinrich Tophelen betrieben.
Mit der Eingemeindung am 1. Januar 1969 in die Stadt Bad Salzuflen wurde Wüsten postalisch zu „Bad Salzuflen 6“.
Nach Schließung der Agentur wurde der Postbetrieb bis in die 2010er Jahre durch verschiedene Filialen an der Vlothoer- bzw. Salzufler Straße aufrechterhalten. Heute gibt es in Wüsten keine Postfiliale/-agentur mehr.

#### Postleitzahlen
- ohne Postleitzahl, „Oberwüsten über Herford“ bzw. „Unterwüsten über Herford“; später „Wüsten über Herford“
- „4901 Wüsten über Herford“[52] und „4901 Wüsten“
- „4902 Bad Salzuflen 6“, später nur „4902 Bad Salzuflen“
- Seit 1. Juli 1993: „32108 Bad Salzuflen“

### Verkehr

#### Straße
Der Ort Wüsten ist über die L 535 an Bad Salzuflen und Valdorf (Vlotho), die L 772 an Bad Salzuflen und Exter (Vlotho), die L 805 an Schötmar und die L 958 an Kirchheide (Lemgo) angebunden.
Ungefähr neun Kilometer sind es bis zur Anschlussstelle Vlotho-West (31) der Bundesautobahn 2 in Exter. Wüsten ist hier für den aus Norden kommenden Reisenden explizit auf dem Vorwegweiser-Schild (Richtzeichen 449) genannt.

#### Busverkehr
Wüsten ist durch den Stadtbus Bad Salzuflen (Linie 947) im Stundentakt an das Stadtzentrum angeschlossen. Im Ortsteil Waldemeine hält die Linie 943, außerdem bestehen hier Fahrtangebote nach Exter. Der regelmäßige Busverkehr nach Kirchheide (Stadt Lemgo) wurde eingestellt.

### Bildung
In Wüsten gibt es zwei Kindergärten, die Evangelische Kindertagesstätte Arche Noah in der Kirchheider Straße und die von der AWO geführte Einrichtung in der Gebrüder-Grimm-Straße, sowie die Städtische Grundschule und eine Offene Ganztagsgrundschule (OGS).

#### Geschichte der Wüstener Schule
Die Kirche allein war Träger des mittelalterlichen Bildungswesens, aber nach der Reformation wurde noch während des Dreißigjährigen Krieges im Jahre 1639 die erste Schule in Wüsten gegründet. Der Unterricht erfolgte wahrscheinlich zunächst in der 1621 fertiggestellten Kirche. Erst 1662 wurde ein bescheidenes Küsterhaus – eine Lehrerausbildung gab es noch nicht, den Unterricht der Kinder übernahm der Küster – gebaut. Seit 1781 wurden dann alle Küsterlehrer in dem in Detmold gegründeten Seminar zentral ausgebildet. Friedrich Adolf Knöner war der erste in Wüsten tätige Pädagoge mit einem staatlich anerkannten Abschlussexamen.

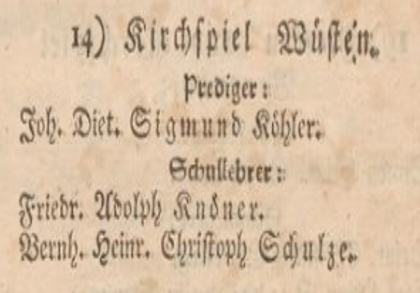
Detail aus dem „Fürstlich Lippischen Adreß-Verzeichnis“ (1803)

Die Unterwüstener Gemeinde erbaute 1812 in unmittelbarer Nachbarschaft der alten eine neue, jedoch viel zu kleine Schule. Sie ging später als Leibzucht in den Besitz des Krugwirtes Schuckmann über, so dass 1834 neben der Gastwirtschaft eine drei Klassenzimmer und Wohnung umfassende Küsterschule errichtet wurde. Zu Beginn versahen in der dreiklassigen Volksschule die Hauptlehrer in Zusammenarbeit mit den Nebenlehrern ihren Dienst. Die Unterstufe umfasste die Klassen 1 und 2, die Mittelstufe 3 bis 5 und die Oberstufe 6 bis 8. Die Schülerzahlen stiegen so rasant an, dass in einzelnen Klassen bis zu 100 Kinder gleichzeitig durch Frontalunterricht und Stillbeschäftigung im Wechsel geschult werden mussten!
Lange Schulwege und der Wille, sich abzugrenzen, veranlassten die Oberwüstener Bauern, eine eigenständige, einklassige Schule zu gründen. Während einer Übergangszeit von 1802 bis 1809 fand der Unterricht auf dem Hof Kaspersmeier statt. Die soziale Lage des Lehrers war mehr als dürftig. Die Bauern zahlten ein geringes Schulgeld in Form von Münze und Lebensmitteln und stellten oft regelwidrig die Zuwendungen ein, wenn sie nach eigenem Gutdünken ihre Kinder zum Beispiel in der Erntezeit als Arbeitskräfte unerlaubt von der Schule fernhielten.
Nach dem Ersten Weltkrieg entfiel die von vielen Lehrern als Belastung empfundene kirchliche Schulaufsicht, Lehrer und Küsteramt wurden getrennt. Eine Staatliche Schulbehörde übernahm die Verwaltung des Schulwesens, fachlich erfahrene Pädagogen als Schulräte die Überprüfung der Lehrkräfte. 1936 erfolgte die Zusammenlegung der beiden Schulen. Ziel war ein effektiver Jahrgangsunterricht, durch den das Leistungsniveau der Kinder dem der Stadtjugend angeglichen werden konnte. Die Schulleitung übernahm Friedrich Sprick. Das dauernde Hin- und Herpendeln von Lehrern und Schülern zwischen den weit auseinander liegenden Schulgebäuden war auf die Dauer aber untragbar; deshalb beschloss der Wüstener Gemeinderat den Bau einer zentral gelegenen neuen Schule. Der Beginn des Zweiten Weltkriegs setzte allen Planungen jedoch ein vorläufiges Ende.
Die Nachkriegszeit stellte die Wüstener Schule vor beinahe unlösbare Probleme. Durch den Zuzug zahlreicher Evakuierten- und Flüchtlingsfamilien stieg die Schülerzahl so stark, dass nach der Wiedereröffnung der Schule im Herbst 1945 ein geregelter Unterricht nicht möglich war. 500 Kinder warteten bei fehlenden Heften und Schulbüchern in fünf weit auseinanderliegenden antiquierten Klassenräumen auf Betreuung durch wenige Lehrerinnen, denn die aus der Gefangenschaft heimkehrenden Lehrer wurden wegen ihrer politischen Tätigkeit während der Hitler-Diktatur vom Dienst beurlaubt. Erst mit Beginn des Schuljahres 1947/48 wurde ein halbwegs geordneter Schulbetrieb möglich. 450 Kinder drängten sich in überfüllten Klassenräumen. Die Folge war die Errichtung zweier neuer Gebäude mit sieben Klassenzimmern neben der nach dem lippischen Heimatforscher Heinrich Schwanold benannten und am 15. November 1949 eingeweihten Oberwüstener Schule. Der 1960 beendete Bau einer Turnhalle ermöglichte den Kindern einen geordneten Sportunterricht an den Geräten zur Vorbereitung auf die Bundesjugendspiele.
Nach einer Abschwächung stiegen die Schülerzahlen ab Herbst 1961 erneut an. Man senkte die Klassenfrequenzen, ein neuntes Schuljahr wurde eingeführt. Die Zahl der Klassenzimmer reichte nicht mehr aus, fehlende Funktionsräume als Vorbedingung für einen zeitgerechten naturwissenschaftlichen, hauswirtschaftlichen und Werkunterricht bereitzustellen, war das Gebot der Stunde. Um der Raumnot zu begegnen, beschloss der Gemeinderat, eine neue Schule in Betonbauweise hochzuziehen. Mit der Fertigstellung des ersten Bauabschnittes erfolgte im Rahmen der Gebietsreform die Großgemeindebildung. Wüsten verlor seine Selbständigkeit und ging in der Stadtgemeinde Bad Salzuflen auf. Zu gleicher Zeit trat die Schulreform in Kraft. An Stelle der aufgelösten Volksschule traten zwei neue Schultypen, die die Klassen 1 bis 4 umfassende Grundschule und die Hauptschule der Jahrgänge 5 bis 10. Alle älteren Schulkinder besuchten von nun an die weiterführenden Schulen im Pädagogischen Zentrum Lohfeld.
Durch die Umfunktionierung der Sonderräume konnte Wüsten den 350 Grundschulkindern dreizehn zum Teil übergroße, brandneue und modern eingerichtete Klassenzimmer aus dem vergrößerten Schulbezirk, der weit in die Stadt reichte, anbieten. In der Amtszeit des Rektors Schubert wurde der Schulversuch „Vorklasse“ mehrjährig durchgeführt. Zwei qualifizierte Sozialpädagoginnen, unterstützt von zwei Lehrkräften, betreuten je 25 Kinder starke Gruppen Fünfjähriger. Zu gleicher Zeit erhielt die Wüstener Grundschule den Status einer Versuchsschule, in der nach einem neuen Bildungsplan des Kultusministeriums unterrichtet wurde. Das durch Weiterbildungslehrgänge bei voller Dreizügigkeit aus fünfzehn Lehrkräften bestehende Kollegium war stark gefordert.
Küster / Lehrer der Kirchengemeinde
- 1639 bis 1705 Christian Brethauer
- 1705 bis 1724 Johann Arnold Krüger
- 1724 bis 1740 Johann Berend Krüger
- 1740 bis 1758 Johann H. Bernhard Plöger
- 1758 bis 1798 Johann Konrad Schulze
- 1798 bis 1844 Friedrich Adolf Knöner
- 1844 bis 1887 Friedrich August F. Knöner
- 1887 bis 1895 Hermann Rehme
- 1895 bis 1921 Heinrich E. Lammertsmeier
- 1921 bis 1936 August Köller

Lehrer in Oberwüsten
- 1802 bis 1804 Seminarist Schulze
- 1804 bis 1808 Seminarist Schönfeld
- 1808 bis 1814 Wilhelm Freitag
- 1814 bis 1843 Johann Heinrich Plöger
- 1843 bis 1851 Heinrich Wilhelm L. Plöger
- 1851 bis 1861 Lehrer Müller
- 1861 bis 1862 Lehrer Lütchemeier
- 1862 bis 1880 Lehrer Blome
- 1980 bis 1886 Hermann Rehme
- 1887 bis 1887 Lehrer Tiemann
- 1887 bis 1889 Lehrer Herbst
- 1889 bis 1895 Heinrich Ernst Lammertsmeier
- 1895 bis 1908 Heinrich Fr. August Meier-Böke
- 1908 bis 1944 Heinrich Beckmann

„Beförderungen. An die vacant gewordene Schulstelle zu Hiddesen ist der Schullehrer Tölke zu Kirchheide, an dessen der Schullehrer Dubbert zu Hagen, und an diese der Schullehrer Schulze zu Oberwüsten gesetzt worden, und letztere wird von der Hand durch einen Seminaristen versehen werden. Detmold den 21ten Sept. 1803. – Fürstl. Lipp. Consistorium allhier.“

„Beförderungen. An die Stelle des dimittirten Schulmeister Mertens zu Leopoldsthal ist der Schullehrer Schönfeld zu Oberwüsten, und an diese der Seminariste Freitag, jedoch vorerst ad interim gesetzt (…) Detmold den 23ten Febr. 1808. – Fürstl. Lippisches Consistorium allhier.“

„Die Schullehrerstelle zu Oberwüsten ist dem jetzigen Schullehrer Plöger zu Niese, und die zu Niese dem jetzigen Gehülfslehrer Wehmeier zu Hohenhausen gnädigst conferirt worden.
Detmold den 15ten Mai 1843. / Fürstlich Lippisches Consitorium. Petri.“

„Nachdem der Lehrer Plöger zu Oberwüsten sein Schulamt niedergelegt hat, so ist der Nebenlehrer Müller zu Haustenbeck an die Oberwüstener Schulstelle gnädigst berufen worden.
Detmold den 14ten Juli 1851. / Fürstlich Lippisches Consistorium.  Piderit.“

Nach der Zusammenlegung
- 1936 bis 1945 Friedrich Sprick
- 1945 bis 1947 Anni Back und Anneliese Wohler (komm.)
- 1947 bis 1961 Ernst Hollmann
- 1961 bis 1970 Friedrich Sprick
- 1970 bis 1981 Erwin Schubert
- 1981 bis 1986 Wilhelm Stölting
- 1986 bis ???? Christa Leesemann
- seit ???? Frau Westphal-Niebur[56]

### Ansässige Unternehmen

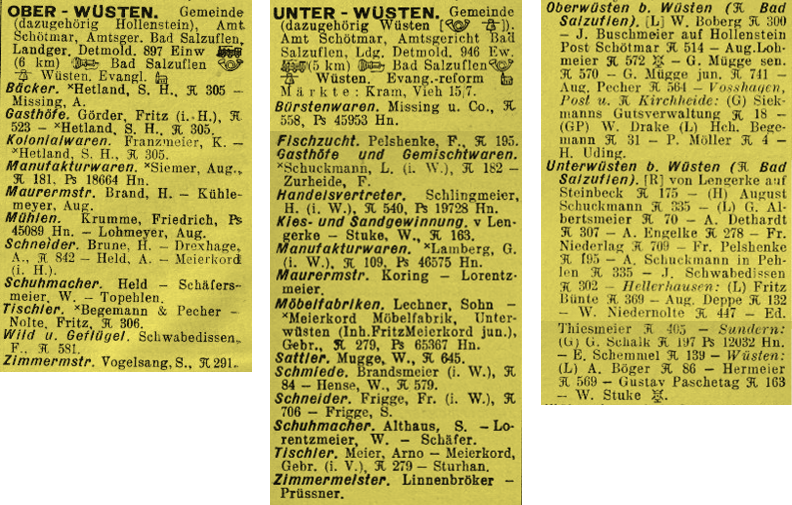
Einträge für Ober- und Unterwüsten im „Reichs-Adressbuch für Landwirtschaft (rechte Spalte), Industrie, Gewerbe und Handel – 1932“

Industriegebiete wie in anderen Salzufler Ortsteilen gibt es in Wüsten nicht. Die Geschäftswelt wird hauptsächlich durch Handel und Dienstleistung bestimmt. In der Ortsmitte, entlang der Salzufler Straße, haben sich Geldinstitute, Apotheken, ein Lebensmittelmarkt, Tankstelle, Autohaus und andere Fachgeschäfte angesiedelt; einige betreiben ihre Familienunternehmen dort schon seit mehreren Generationen.

## Persönlichkeiten
Folgende Persönlichkeiten sind in Wüsten geboren oder haben hier gewirkt:
- Heinrich Beckmann (1882–1944); ab 1908 Lehrer in Oberwüsten, Standesbeamter und Organist in der reformierten Gemeindekirche zu Wüsten
- Rudolf Düstersiek (1932–2008), in Oberwüsten geboren; Pferdezüchter, Träger des Bundesverdienstkreuzes[57]
- Georg Fritsch (1922–2002); Gründer des Wüstener Kulturrings, 1989 wurde ihm das Bundesverdienstkreuz verliehen[58]
- Paul Jacobs (1908–1968); von 1936 bis 1951 Pastor in Wüsten[59]
- Johann Barthold Jobstharde (1797–1858); Wüstener Bauer und Begründer der Erweckungsbewegung in Lippe
- Theodor Krücke († 1912); von 1865 bis 1877 Pastor in Wüsten
- Johann Heinrich von Lengerke (1825–1906); Lippischer Landtagspräsident sowie Stifter des Kranken- und Siechenhauses zu Wüsten[60]
- Karl Luyken (1874–1947), Geophysiker; wohnte die letzten drei Jahre seines Lebens in Wüsten
- Paul Friedrich Pelshenke (1905–1985), in Unterwüsten geboren; Agrarwissenschaftler
- Johann Friedrich Reinert (1769–1820), in Unterwüsten geboren; Rektor am Gymnasium in Lemgo[61]
- Gustav Schalk (1874–1930), in Unterwüsten geboren; Mitglied des Lippischen Landtags, Präsident der Landwirtschaftskammer, Vorsteher (Bürgermeister) der selbständigen Gemeinde Unterwüsten
- Wilhelm Schemmel (1839–1909), Wüstener Bauer; Mitglied des Lippischen Landtags
- Heinrich Schwanold (1867–1932); Lehrer und Heimatforscher im Raum Lippe, nach ihm ist die Schwanold-Schule benannt[62]
- Simon August Topehlen (1832–1904); Gründer der Anstalt Eben-Ezer in Lemgo

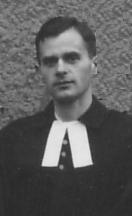
Paul Jacobs
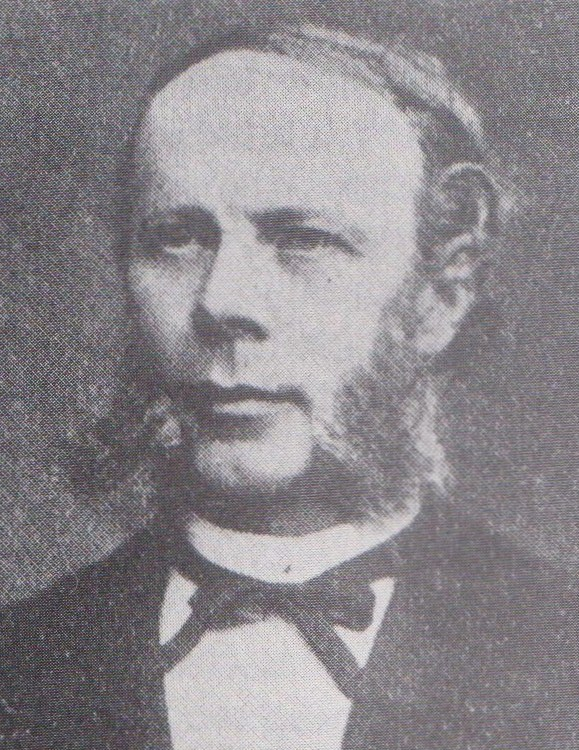
Theodor Krücke
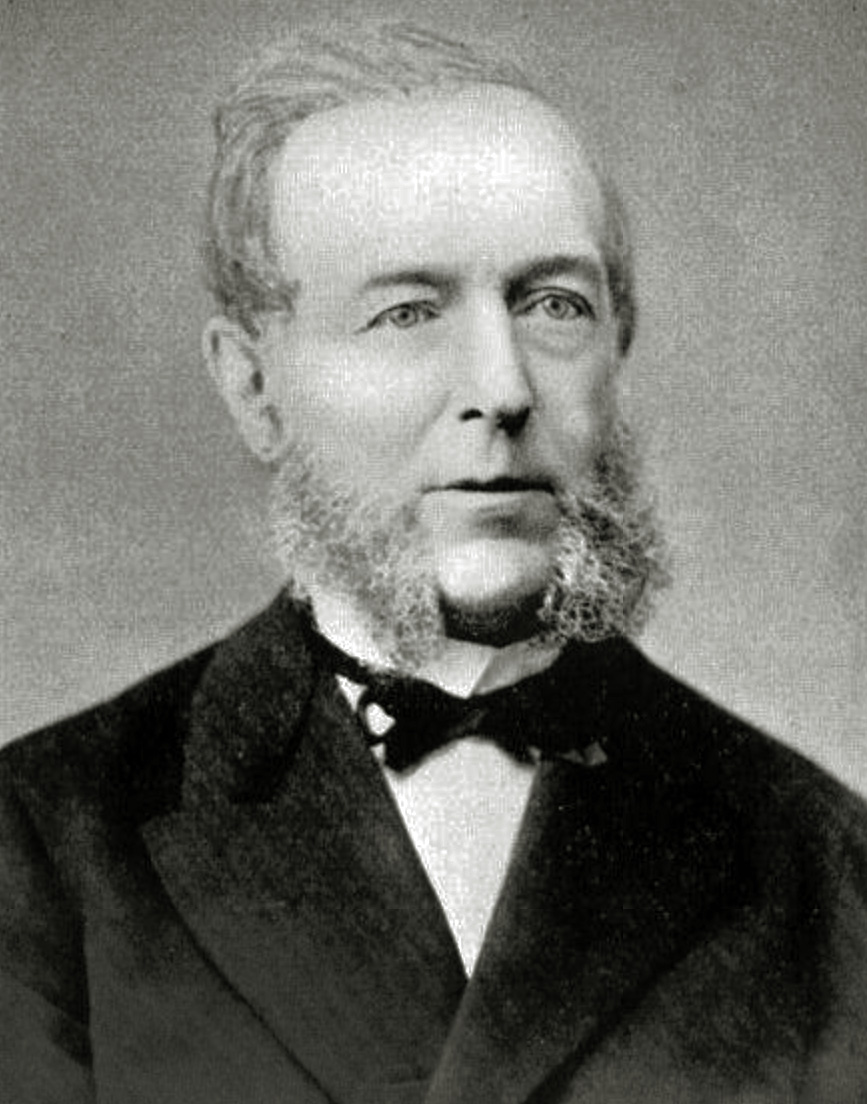
Johann H. von Lengerke
Karl Luyken
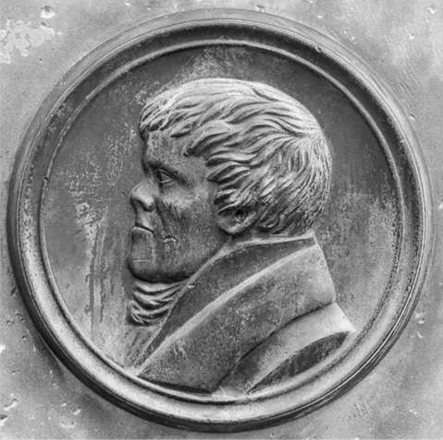
Johann Friedrich Reinert
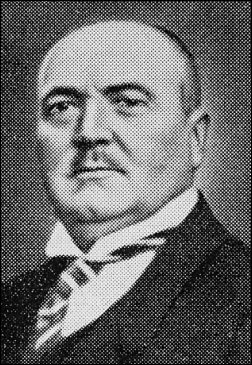
Gustav Schalk
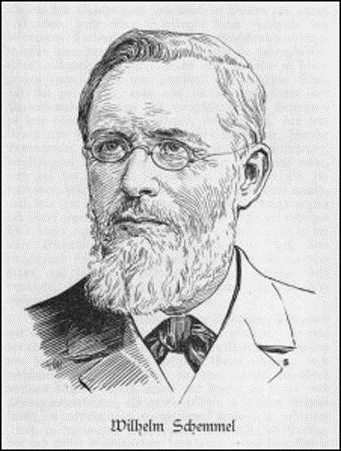
Wilhelm Schemmel
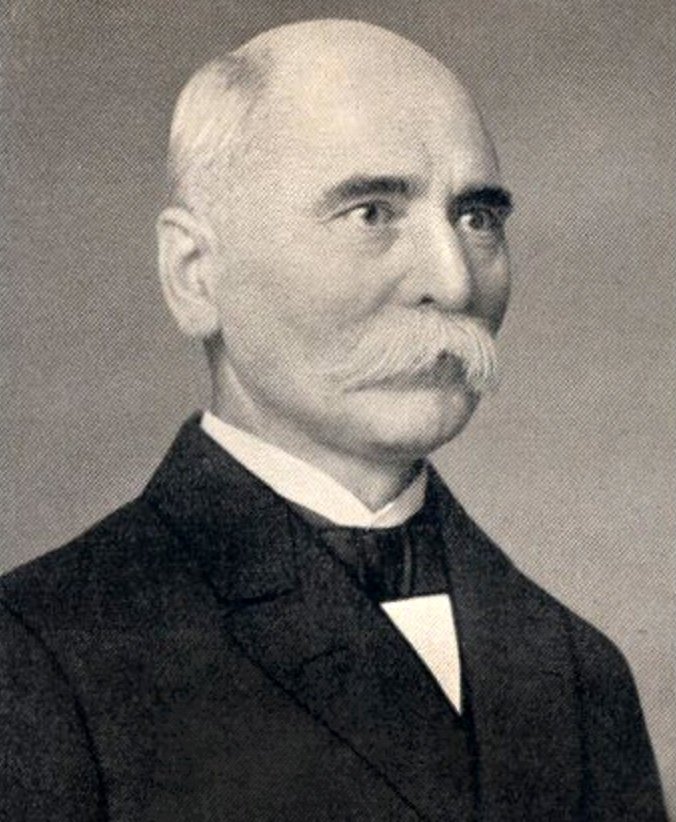
Heinrich Schwanold
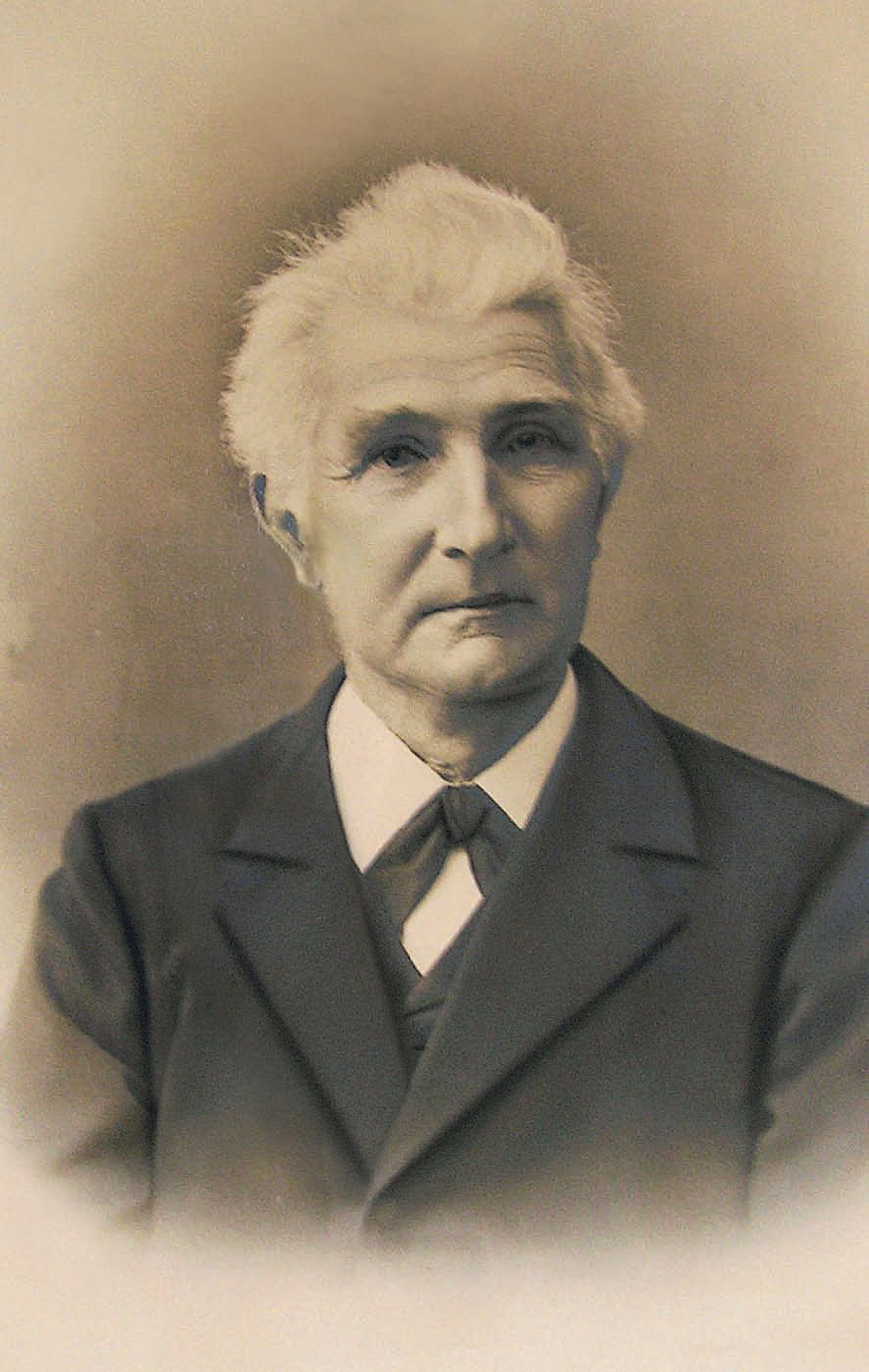
Simon August Topehlen